# 大溪乡 (龙岩市)
大溪乡，是中华人民共和国福建省龙岩市永定区下辖的一个乡镇级行政单位。

## 地理

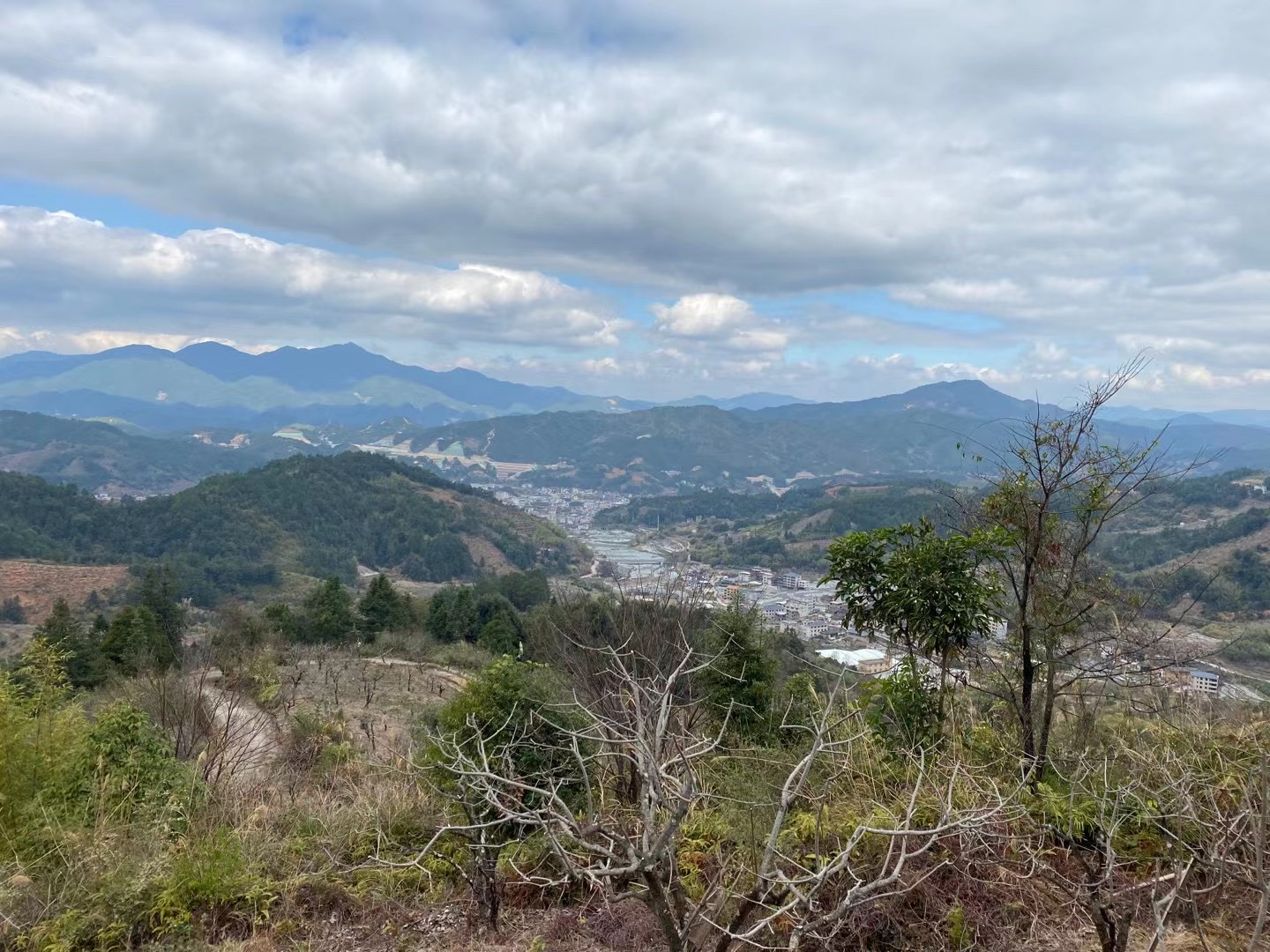
從馬臍崬山眺望大溪鄉

大溪鄉位於永定區東南部，東鄰湖坑鎮，西連下洋鎮，南靠平和縣蘆溪鄉，北接岐嶺鎮。鄉政府駐地大溪村，距縣府鳳城街道31公里。
地處韓江支流金豐溪中游，境內水力資源豐富，水力蘊藏量達3360千瓦。
地处博平岭支脉，有仙洞山、馬臍崬、東福山等山。其中仙洞山內有福建省級森林公園。

## 歷史沿革
- 宋代属汀州上杭县金丰乡苦竹堡大溪甲。
- 明、清时期，属新置的永定县金丰里。

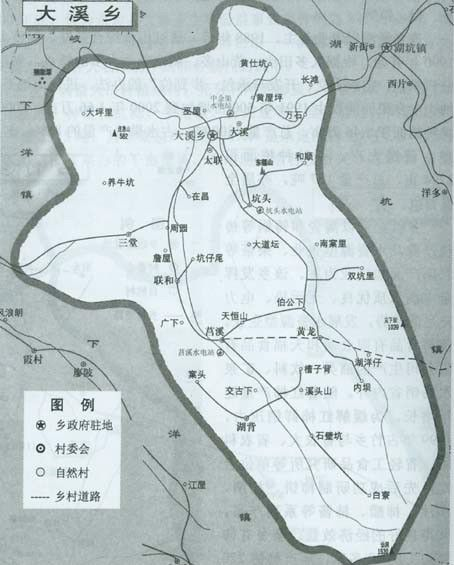
大溪鄉地圖

- 民国时期，称泰溪联保，先后属永定县中金区、第四区，后又改称泰月乡、丰泰乡、中金乡。
- 1949年以后，属永定县南溪区、上金区、第三区。
- 1958年以後歷設管理區、人民公社。
- 1970年并入湖坑公社、湖坑乡。
- 1987年大溪鄉从湖坑乡分出。

### 現行行政區劃
大溪乡現下辖以下地区：
大溪村、太联村、坑头村、黄龙村、联和村、三堂村、莒溪村和湖背村。

## 著名景點

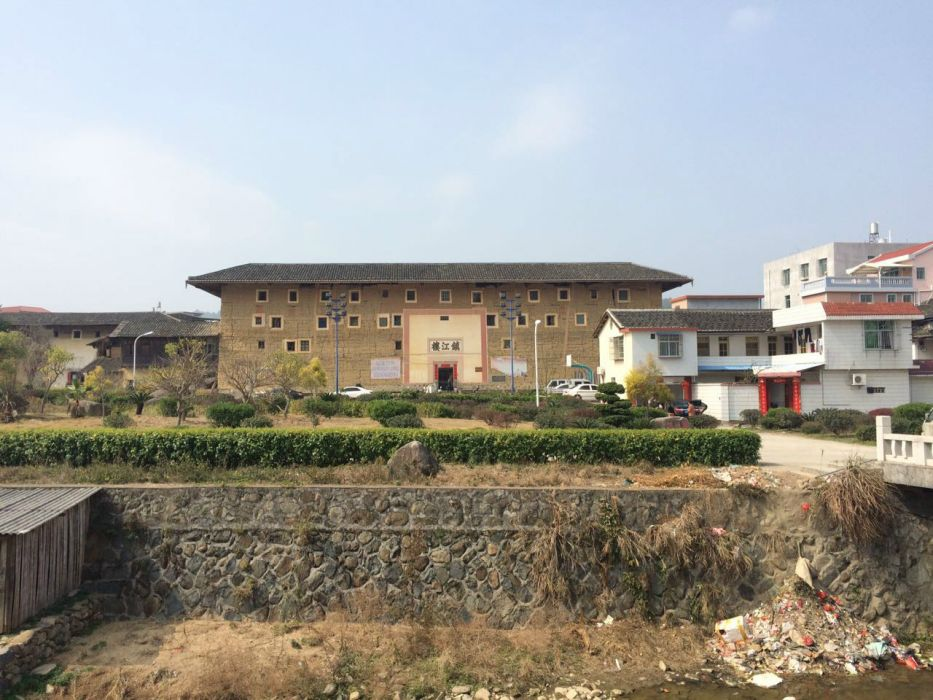
鎮江樓

大溪鄉有东福山、马脐岽等自然景觀，文化景點中，永定客家土樓更是被譽為福建省「八大旅遊品牌」之一，其中大溪鄉有坑頭古村落、鎮江樓及五福樓等景點。2019年6月6日，坎頭古村被住建部列入第五批中国传统村落名录。